# 新闻集团 (1980—2013年)
新聞集團是美國一家從事大眾媒體事業的跨國企業，其公司總部位於美國紐約市。如果以收入計算的話，新聞集團在2011年名列全球傳媒集團排行第二名，同時它也是2009年度全球第三大娛樂集團。
新聞集團是一家上市公司，其股票在NASDAQ公開交易。新聞集團前身在澳大利亞的南澳大利亞州註冊，在2004年11月12日，根據《特拉華州普通公司法》，經過公司大多數股東的同意，公司遷往紐約市。公司總部位於美洲大道1211號，洛克菲勒中心走廊附近。
新聞集團旗下控股的公司包括：新聞有限公司（后改名為澳洲新聞集團），該公司是默多克在澳大利亞創辦的一系列本土報紙的出版商；新聞國際公司（后改名為英國新聞集團），該公司擁有《泰晤士報》、《太陽報》和《世界新聞報》（該報因醜聞而於2011年7月關閉）等英國報紙；道瓊斯公司，該公司擁有《華爾街日報》等美國報紙；哈珀柯林斯出版社，一家主流出版公司；福克斯娛樂集團，該公司擁有20世紀福克斯電影公司和美國主要電視網之一的福克斯廣播公司。
2012年6月28日，魯伯特·默多克宣佈新聞集團將分拆成為兩家公司，一家面向媒體行業，而另一家則面向出版行業。新聞集團正式分拆是在2013年的6月28日，新聞集團改名為21世紀福克斯公司，由前新聞集團旗下媒體業務組成；而新的新聞集團也同時成立，由原新聞集團旗下的出版業務組成。

## 历史沿革
鲁伯特·默多克的新闻集团在1979年作为新闻有限公司的控股公司。新闻有限公司是由默多克的资产，他在1952年后，他的父亲基思·默多克爵士，随后扩展死亡继承。留给他的主要资产是阿德莱德下午小报的所有权。今天新闻有限公司是新闻集团在澳大利亚的品牌。

### 搬迁至美国
新闻有限公司于1973年在美国首次收购时，它购买了圣安东尼奥快递新闻。此后不久，又成立了全国星，超市小报，并于1976年，它购买了纽约邮报。
新闻集团于1981年购买了20世纪福克斯电影制片厂的一半，另一半在1984年购买的。新闻集团于1985年宣布，它收购Metromedia站组，推出了第四的美国商业广播电视网络的阶段。 1985年9月4日，默多克成为归化公民，以满足法律规定，只有美国公民可以拥有美国电视台。 Metromedia交易在1986年，关闭，并创立福克斯广播公司。这个网络，在屏幕上被称为“狐狸”，现在可以在超过96％的美国家庭接收。

### 事业扩张
1986年和1987年，旗下的國際新聞（News International）搬遷以調整其英國報紙的生產過程，長期以來，印刷工會對其保持高度限制性的控制。一些高级澳大利亚媒体大亨進入默多克的決策中心，其中包括南华早报主任John Dux。这导致了與工會間的對立，如英国印刷协会、英國书画刻印及有关行业协会。國際新聞將倫敦業務移至東區瓦平（Wapping）的舉動，引發了新廠房外的夜間衝突（後稱Wapping dispute）。送货货车和仓库遭受频繁和猛烈的攻击。最终，工會仍讓步。
1992年，新闻集团已经积累了巨额债务，被迫出售许多杂志，它在20世纪80年代中期收购美国利益的K-III通信，以及分拆长期担任澳大利亚太平洋杂志杂志的利益。这些债务大部分来自其在英国天空电视台的卫星网络，这招致巨大损失，在其早年的操作，大量从其他控股的利润补贴（像许多商业利益）的股份，直到它能够迫使对手的卫星运营商支助预算在1990年接受其条款合并。 （合并后的公司，英国天空广播公司，占据了主导地位以来英国付费电视市场。）
2008年，新聞集團以2.87億歐元收購了德國最大付費電視運營商Premiere的14.58%股權，正式進入德國付費電視市場。
2012年6月26日，新聞集團正考慮把旗下出版资产，以及娱乐业务分拆2家企業，並同時上市。
2012年11月20日，新闻集团（News Corp.）宣布收购洋基国际集团下属的体育电视网Yankees Entertainment and Sports Network 49%的股份。12月28日收購了美國地方體育頻道俄亥俄州體育時間(SportsTime Ohio)。
2013年1月14日其全資子公司News Adelaide已斥資3.47億歐元，將其在德國付費電視運營商德國天空電視台（Sky Deutschland）的股份增至54.5%。

## 旗下事業

### 出版
- HarperCollins 图书出版公司
  - HarperCollins印度 (40%)，與India Today Group合資
- Zondervan出版基督教書籍
  - Inspirio宗教礼品生产。

### 报纸
- 澳大利亚新闻有限公司出版
  - 澳大利亚人报 （全国）
  - 社区媒体集团（昆士兰和新南威尔士州）
  - 坎伯兰信使报
  - 快递邮报 （昆士兰州）
  - 星期日邮报（昆士兰）
  - 凯恩斯邮报（昆士兰凯恩斯）
  - 黄金海岸消息 （昆士兰州黄金海岸）
  - 汤斯维尔消息（昆士兰汤斯维尔）
  - 每日电讯报 （新南威尔士州）
  - 先驱太阳报（维多利亚州）
  - 星期日太阳先驱报（维多利亚）
  - 时代周报（维多利亚）
  - 先驱报（墨尔本市）
  - MX（墨尔本市）
  - 广告报 （南澳大利亚州）
  - 吉隆广告（维多利亚吉隆）
  - 星期日邮报（南澳大利亚）
  - 信使报（南澳大利亚阿德莱德）
  - 水星报 （塔斯马尼亚州）
  - 星期日塔斯马尼亚（塔斯马尼亚）
  - 星期日时报 （西澳大利亚州）
  - 北部特区新闻 （北部特区）
  - 星期日北部特区（北部特区）
  - 高原广告（阿瑟顿高原和昆士兰）
- 斐濟报纸
  - 斐濟時報（國有，10%）
  - Nai Lalakai （10%）
  - Shanti Dut （10%）
- 巴布亞新幾內亞报纸
  - Papua New Guinea Post-Courier (National) （62.5%）
- 英国报纸
  - 新闻集团报业有限公司（主要负责出版小开报纸）
    - 太阳报（The Sun）
    - 世界新闻报（News of the World，已停刊）
    - 星期日太陽報2012年2月26日出版

  - 时报报业有限公司（主要负责出版大开报纸）
    - 星期日泰晤士报
    - 时报（The Times；即泰晤士报或伦敦时报,，现版式改为小开）
    - 泰晤士报教育副刊
    - 泰晤士报文学副刊
- 美国报纸与杂志
  - 纽约邮报
  - The Daily
  - 道琼斯公司
    - 华尔街日报

### 杂志
- 美国 
  - SmartSource Magazine
- 澳大利亚 
  - 阿尔法杂志
  - 澳大利亚乡村风格
  - 澳大利亚高尔夫文摘
  - 澳大利亚的好滋味
  - 大联盟
  - BCME
  - 美味
  - Donna Hay
  - 快速四号
  - GQ (澳大利亚)
  - 园艺澳大利亚
  - InsideOut (澳大利亚)
  - Lifestyle Pools
  - Live to Ride
  - 笔记本杂志
  - Overlander 4WD
  - 现代划船
  - 现代渔业
  - 父母
  - 完美健康
  - 超级食物观
  - 卡车澳大利亚
  - Truckin' Life
  - twowheels
  - twowheels scooter
  - 时尚（杂志） (澳大利亚)
  - 时尚娱乐及旅游
  - 时尚生活
- Inside Out (英国)
- TV Guide
- 旗幟週刊

### 音乐和电台
- 福克斯电影音乐集团
- 俄罗斯 
  - Nashe (50%)
  - Best FM (50%)
- 福克斯新闻电台

### 体育
- 全國橄欖球聯賽持有50％股爟（澳大利亚和新西兰）
- 布里斯班野马（68.9％）和橄榄球联赛墨尔本风暴队的全部所有权。
- 科罗拉多洛矶队 (15%)

### 制片厂
- 福克斯电影娱乐：20世纪福克斯公司的母公司
- 20世纪福克斯：电影制作/发行公司。
- 20世纪福克斯电视台 - 黄金时段的电视节目。
- 福克斯信仰 - 推广及分销基督教和相关的“家庭和睦”的DVD和一些影院上映的电影。
- 福克斯工作室澳大利亚新南威尔士州悉尼
- 蓝天工作室 - CGI的电影生产，例如冰河时代。
- 福克斯娱乐集团
- 新丽晶制作（20％） - 一般观众的故事片。
- 丽晶企业（20％） - 新丽晶制作（50％）的母公司。
- 福克斯星影城印度新德里

### 电视
2007年12月22日新闻集团同意向橡树山资本合伙人出售八个电视台，约为1.1亿美元。是属于福克斯广播公司分支机构。连同已经由橡树山收购纽约时报公司，形成了橡树山本地电视LLC部门。  
- 福克斯广播公司（FOX）美国广播电视网络
- MyNetworkTV美国广播电视网络
- 福克斯电视台集团拥有和经营福克斯电视台
- Saeta TV Channel 10乌拉圭频道
- ITV plc (7.5%)英国的广播电视网络和英国最大的基于广告收入的广播
- 新闻集团欧洲 
  -  BTV在保加利亚的广播电视网络。
  - B1 TV (12,5%)在罗马尼亚的广播电视网络，与Ismar International NV kkkk和股
  - Fox Televizija（49％）在塞尔维亚广播电视网络。
  - Fox Turkey（56,5％）土耳其的地面频道（原名TGRT）
  - Imedi媒体控股（100％）格鲁吉亚 
    - Imedi电视
    - Radio Imedi

  - Israel 10 (9%), 在以色列的地面频道
  - LNT (100%)在拉脱维亚的地面频道
  - TV5 Riga (100%), 在拉脱维亚的地面频道
  - Cielo (100%), 在意大利的免费频道
- ANTV (20%), 在印尼的私人电视台， 星空卫视管理
- 新西兰总理电视台 –商业电视台，权益通过持有股份的天空网络电视

#### 卫星电视
- 天空广播公司，英国及爱尔兰（39.1%股份）。
- 天空网络电视，新西兰（44%）
- Sky意大利（100%），意大利最大的收费电视服务
- Sky德国（54.5%），德国最大的收费电视供应商
- Tata Sky (20%), 印度DTH HDTV服务（与塔塔集团合伙）
- Foxtel (25%), 澳大利亚，与澳大利亚电讯（50%）和统一媒体控股公司（25%）合资
- FOX Italy, 意大利语广播和制作公司（高清晰度电视）
- 星空传媒, 亚洲卫星电视服务在53个国家有3亿观众

#### 有线电视
新闻集团拥有有线电视频道（全部或部分）和经营的公司包括： 
- 福克斯商业网络，商业新闻频道。
- 福克斯经典，一个播出经典的电视节目和电影频道
- 福克斯电影频道
- 福克斯新闻频道，24小时的新闻和评论频道
- 福克斯体育网
  - 南部体育，一个在美国的区域体育网络，总部设在亚特兰大，福克斯体育网的子公司。
  - 太阳体育，一个在美国的区域体育网络，总部设在佛罗里达州迈阿密，福克斯体育网的子公司。
- 福克斯学院体育
- 福克斯体育国际 
  - 福克斯足球频道
  - Fox Soccer Plus
  - 福克斯体育中东 - 包括巴林，埃及，约旦，科威特，黎巴嫩，阿曼，卡塔尔，沙特阿拉伯，叙利亚，阿联酋和也门的网络播出。
  - 福克斯泛美体育（37.9％） - 与Hicks,Muse和Tate & Furst的合资企业。 
    - 福克斯体育西班牙语频道（50％），西班牙语的北美有线电视体育网络;其运动系列是专为向拉丁美洲的观众。
    - 福克斯体育拉丁美洲频道，拉丁美洲卫星和有线电视体育网络。
- FX Networks,包括艾美奖获奖节目The Shield和Damages。
- Speed Channel
- FUEL TV
- Big Ten Network（49％）, 有线电视和卫星电视频道，致力于Big Ten Conference2007年8月推出
- 国家地理频道,(67％)与国家地理学会合资
- 国家地理频道国际(75％)
- 国家地理世界报（与国家地理学会合资）
- 国家地理野生频道（与国家地理学会合资）
- 福克斯国际频道，国内有线电视频道。  
  - Fox Toma 1 – 西班牙语电视节目制作。
  - Fox Telecolombia – 西班牙语电视节目制作。（51％）
  - Utarget.Fox – 欧洲和拉美的在线广告公司，电视广告销售。
- 拉丁美洲
  - 福克斯拉丁美洲频道 - 在超过17个拉丁美洲国家提供频道 
    - 福克斯一站式媒体 - 在拉丁美洲国有及第三方广告销售公司的频道

  - LAPTV (60%) （拉丁美洲收费电视）在整个南美洲不包括巴西运营8个有线电视电影频道。
  - Telecine(12.5%) 经营在巴西的5个有线电视电影频道。
- 澳大利亚
  - Premier传媒集团 (50%) 
    - 福克斯体育1
    - 福克斯体育2
    - 福克斯体育3
    - SPEED
    - 福克斯体育新闻
    - Fuel TV Australia

  - 欣欣电影频道 (20%) – 电影频道，与20世纪福克斯，索尼，NBC环球，维亚康姆和自由媒体的合资企业
- 印度
  - Hathway有线电视及数据通信 (22.2%), 印度第二大有线电视网络，包括班加罗尔，钦奈，德里，孟买和普纳等7个城市。
- 台湾
  - Total TV (20%), 新闻集团在辜氏集团拥有20％权益
- 天空电视一台 设于英国的一个娱乐频道。
- 天空电视新闻台 设于英国的新闻频道，通过卫星和有线电视播出。
- 天空电视体育台 设于英国的体育频道，通过卫星和有线电视播出。
- 天空电影台 设于英国的电影频道，通过卫星和有线电视播出。
- 天空售票站 设于英国，一个可自选节目的电影频道，通过卫星和有线电视播出。

### 因特网
- 福克斯互动媒体
  - Foxsports.com – 体育新闻，分数，统计数据，视频和虚拟体育网站
  - Hulu (27%) – 网上视频流与合作伙伴NBC环球和沃尔特·迪斯尼公司的网站。
  - Flektor – 提供基于网络的工具，照片和视频编辑和编辑器。
  - IGN 娱乐 – 互联网娱乐门户网站（包括网站IGN，GameSpy，TeamXbox，1up.com，Askmen.com）
  - Giga.de
  - Slingshot Labs – 网络发展的孵化器（包括网站DailyFill）。
  - 战略数据公司– 互动广告公司，开发技术，提供有针对性的互联网广告。
  - Scout.com （页面存档备份，存于）
  - [WhatIfSports.com] – 运动模拟和预测网站。还提供了虚拟风格的体育游戏可以玩。
- Indya.com – '印度第一娱乐门户'
- 原产地集团公司
- 新闻数字媒体
  - News.com.au （页面存档备份，存于）– 面向澳大利亚新闻网站 
    - News Lab

  - CareerOne.com.au （页面存档备份，存于） (50%) – 招聘广告
  - Carsguide.com.au （页面存档备份，存于）
  - in2mobi.com.au
  - TrueLocal.com.au （页面存档备份，存于）
  - Moshtix.com.au （页面存档备份，存于） – 票务零售商
  - Learning Seat （页面存档备份，存于）
  - Wego （页面存档备份，存于） 新闻拥有少数股份Wego.com
  - Netus (75%) – 投资合作。在线物业。
- REA集团 (60.7%) 
  - [Realestate.com.au]
  - Casa.it （页面存档备份，存于） (69.4%), 意大利天空电视台也持有30.6％的市场份额
  - atHome group - 卢森堡，法国，比利时和德国领先的房地产网站运营商。 
    - Altowin (51%),在比利时的地产代理提供办公管理工具。

  - Propertyfinder.com （页面存档备份，存于） (50%), 新闻国际持有余下的50％ 
    - 福尔摩斯刊物, [hotproperty.co.uk]门户网站和Hot Property', 'Renting' 和 'Overseas'杂志 'Hot
    - [ukpropertyshop.co.uk], 英国最全面的地产代理目录。

  - PropertyLook, 在澳大利亚和新西兰的房地产网站。
  - HomeSite.com.au （页面存档备份，存于）, 家居装修和改善网站。
  - Square Foot Limited, 香港最大的英语杂志和网站 
    - Primedia –控股有限责任公司。 DBa香港生活杂志。
- TadpoleNet Media (10%) 主页 ArmySailor.com （页面存档备份，存于）
- 新西兰
  - Fatso – 领导通过股权DVD在线订阅服务（所有权通过股权 天空网络电视).
  - Fox Networks – 国际上最大的广告网络之一。
  - Expedient InfoMedia （页面存档备份，存于） 博客网站。

### 其它产业
- NDS集团
- 道琼斯公司

## 中国大陆业务
默多克在1990年代曾以巨资从李泽楷的和记黄埔公司收购香港星空传媒，并创立中国频道星空卫视，期望以此能使新闻集团卫星电视频道进入中国大陆市场。1996年3月25日，新闻集团全资拥有的香港卫星电视有限公司与两家中方公司合股在香港成立了“凤凰卫视有限公司”。

## 董事會成員
新聞集團董事會由如下16名成員組成：
- 魯伯特·默多克（董事長兼首席執行官）
- 何塞·玛丽亚·阿斯纳尔（前西班牙首相）
- 娜塔莉·班克羅夫特（英语：Natalie Bancroft）
- 皮特·巴恩斯（英语：Peter Barnes (entrepreneur)）
- 吉姆·布雷耶
- 蔡司·凱裡（英语：Chase Carey）（總裁兼首席運營官）
- 趙小蘭
- 大衛·德沃（英语：David DeVoe）（首席財務官）
- 董奉亭（英语：Viet D. Dinh）

## 外部連結
- 新闻集团官方网站 （页面存档备份，存于）
- Records of political donations at Opensecrets.org
- News Corp at Bloomberg Businessweek
- News Corp at Forbes
- 來自《卫报》有關新闻集团 (1980—2013年)的新闻和评论
- News Corporation （页面存档备份，存于） collected news and commentary at The New York Times
- Ketupa – News Corporation profile with history and holdings
- News Corp. Holdings and Timeline （页面存档备份，存于） at Columbia Journalism Review, as of 12/24/2010
- Nieman Journalism Lab. . Encyclo: an Encyclopedia of the Future of News.   [2012-06-30]. （原始内容存档于2012-06-23）.